# Гуґо Кох
Гуґо Александер Кох (нід. Hugo Alexander Koch; 9 березня 1870, Делфт — 3 березня 1928, Дюссельдорф) — нідерландський винахідник, який винайшов і запатентував ідею машинного шифрування — роторної машини, хоча він і не перший хто це зробив. Він іноді помилково вважається винахідником машини «Enigma», хоча це, як вважають, є роботою німецького інженера Артура Шербіуса.
Кох подав патент на свій роторний апарат 7 жовтня 1919 р. і отримав Нідерландський патент 10 700 (еквівалент патентній формулі U.S. Patent 1 533 252), від патентного бюро Naamloze Vennootschap Ingenieursbureau Securitas в Амстердамі. Жодна машина не була побудована за його патентом, і в 1927 році він передав права Артуру Шербіусу, винахіднику машини Enigma. Шербіус розробив ідею шифрування роторної машини незалежно від Коха і подав власний патент в 1918 році. Бауер (1999) пише, що Шербіус придбав патент Коха «явно не тому, що він раніше не володів патентами, мабуть, він хотів захистити його патенти».